# IMOCA 60

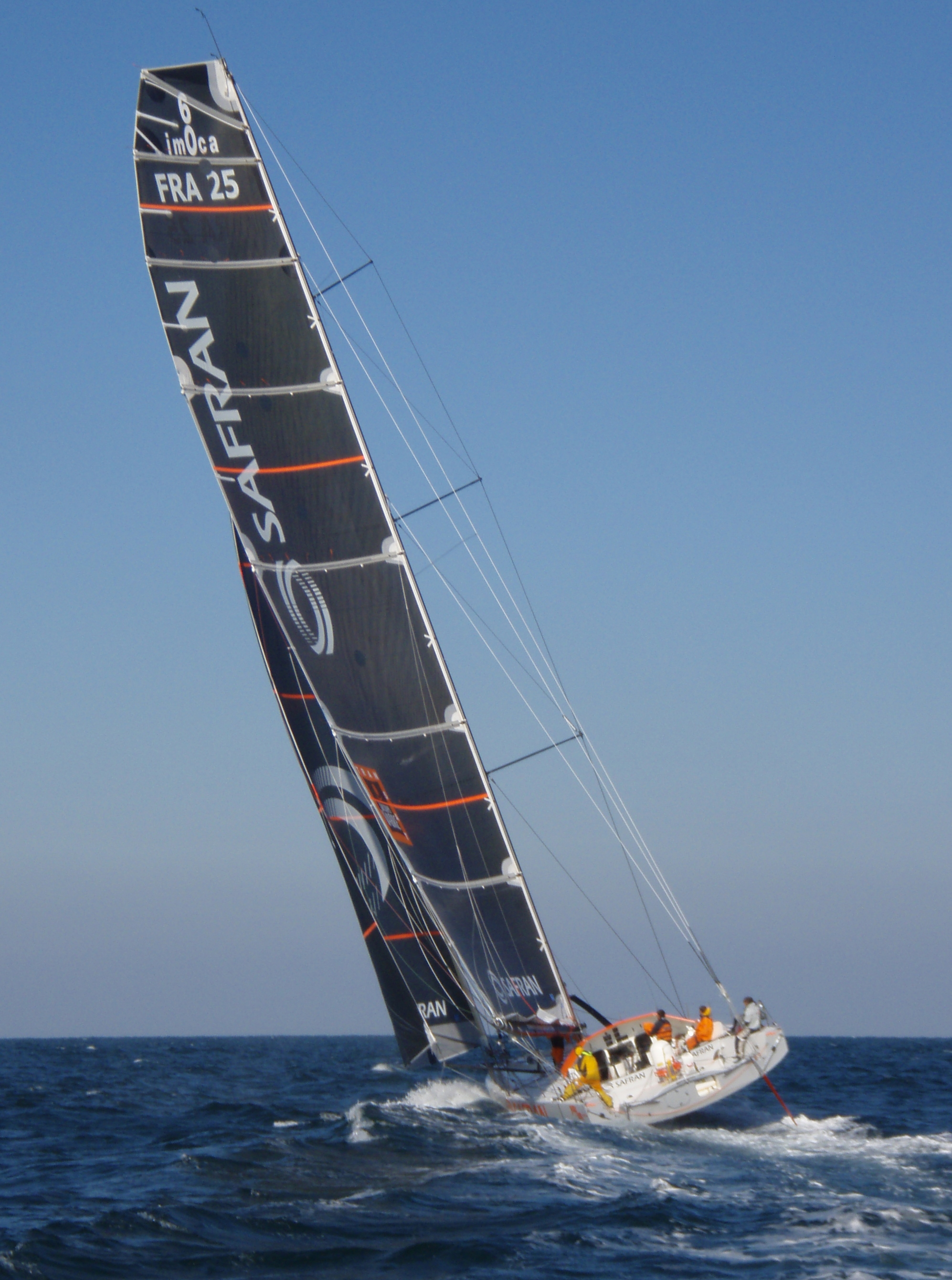
Egy IMOCA 60-as

Az IMOCA 60 osztályba olyan egytestű vitorlás hajók tartoznak, amelyeknek a hivatalos szervezete az International Monohull Open Class Association (IMOCA).

## Leírás
Az IMOCA 60-asok egytestű, nagy teljesítményű versenyhajók, amelyeket elsősorban szólóvitorlázásra építenek. Több ismert vitorlásverseny alapul ezek a hajók köré, mint a VELUX 5 Oceans Race, a Vendée Globe valamint a Barcelona World Race (páros indulók), a Calais Round Britain Race (csapatverseny a Brit-Szigetek körül), a Route du Rum, a Transat Jacques Vabre, a Quebec-St Malo a Single-Handed Trans-Atlantic Race, valamint az Europa Race.

## A hajóosztály
Az IMOCA fő hangsúlya az osztályon van. Ahogy a neve is utal rá, ez egy "nyitott" osztály, ami azt jelenti, hogy nincsenek kötelezően rögzített hajótervek; ehelyett úgynevezett "dobozszabály" van, amely lehetővé tesz bármilyen dizájnt, amíg az megfelel bizonyos korlátozásoknak. Az osztály szabályozása rögzíti a hajó hosszát (59-től 60 lábig, vagy 18 métertől 18,3 méterig), valamint a maximális merülést (4,5 m), de nincs külön előírása a hajó szélességének, az árboc magasságának vagy a vitorlafelületnek.
Vannak még előírások a lebegőképességre, egyéni kiegyenlítő képességre, a biztonsági és a túlélőberendezésekre.
A hajóosztályt elismeri a Nemzetközi Vitorlásszövetség.
Az IMOCA 60 hajók általában könnyűek, nagy vitorlafelülettel rendelkeznek. A hajó héja jellemzően szénszálerősítésű elemekől épül fel, a komfortot illetően kevés engedmény van, de a konyha és két hálófülke kötelező.

## IMOCA-versenyek
- Calais Round Britain Race
- Rolex Fastnet Race
- Transat Jacques Vabre
- Barcelona World Race[3]
- Transat B to B
- Single-Handed Trans-Atlantic Race
- Route du Rum
- Vendée Globe

## Fordítás
Ez a szócikk részben vagy egészben  az   IMOCA 60 című angol Wikipédia-szócikk ezen változatának fordításán alapul.  Az eredeti cikk szerkesztőit annak laptörténete sorolja fel. Ez a jelzés csupán a megfogalmazás eredetét és a szerzői jogokat jelzi, nem szolgál a cikkben szereplő információk forrásmegjelöléseként.